# Gabriel Prokofiev
Gabriel Prokofiev, né le 6 janvier 1975 à Londres, est un compositeur, producteur et disc-jockey russo-britannique, également directeur artistique du label et de la discothèque Nonclassical.

## Jeunesse
Gabriel Prokofiev naît le 6 janvier 1975 d'une mère anglaise et d'un père russe, l'artiste Oleg Prokofiev. Il est le petit-fils du compositeur Serge Prokofiev. Il étudie la composition à l'Université de Birmingham et à l'Université de York et devient producteur de musique dance, electro, hip-hop et grime.

## Carrière
Il fonde le label indépendant et la discothèque Nonclassical en 2003 afin de sensibiliser les jeunes à la musique classique.

## Œuvres choisies

### Ballet
- Ein Winternachtstraum, 2011
- The Ghost of Gunby Hall, [Commande de Lincoln Arts], 2012
- Hurlement, 2013
- Strange Blooms, 2013
- Terra Incognita, pour ensemble à cordes de 10 instrumentistes + électronique, [Commande de la Rambert Dance Company ], 2014
- Bayadere - The Ninth Life, Electronics with Piano & Percussion, [Commande de Shobana Jeyasingh Dance Company pour le Royal Opera House, Londres 2015
- Dark Glow, [Commission par Stuttgarter Ballet], 2016
- Sense of Time, [Commande du Birmingham Royal Ballet], 2019

### Orchestral
- Concerto pour platines et orchestre, 2006
- Suite de danse pour alto, orchestre à cordes, trombones et percussions, 2008
- Beethoven 9 Remix, 2011
- Concerto pour grosse caisse et orchestre, 2012
- Sphères pour violon et orchestre à cordes, 2013
- Concerto pour violoncelle n ° 1 pour violoncelle et orchestre, 2013
- Ruthven's Last Dance deux danses pour orchestre, 2013
- Concerto pour trompette, percussions, platines et orchestre, 2014
- Concerto pour violon et orchestre (1914), 2014
- Concerto pour saxophone, 2016
- Concerto pour platines et orchestre II, 2016
- Deux caprices pour violon et orchestre, 2016
- Olga's Miniatures, 2017

### Œuvres symphoniques / Ouvertures
- Overture 87654321, Symphony Orchestra (double wind & cuivres, 4 perc), [Commande de l' Orchestre de Pau Pays de Béarn, 2014
- Composez le 1-900 Mix-A-Lot + Orchestrations de pistes Sir-Mix-A-Lot: Baby Got Back & Posse On Broadway, [Commande de Seattle Symphony, 2014
- Carnet de Voyage, Orchestre symphonique (double vent et cuivres, 4 percussions), [Commande de l' Orchestre de Pau Pays de Béarn, 2015
- When the City Rules, [Commande de Seattle Symphony et Real Orquesta Sinfónica de Sevilla ], 2016

### Musique de chambre
- Quatuor à cordes n ° 1, 2003
- Trois danses pour trio à cordes, clarinette basse, piano et Scratch DJ, 2004
- Quatuor à cordes n ° 2, 2006
- Suite Stolen Guitars pour guitare électrique et 2 ordinateurs portables, commandée par l'ensemble POW pour GUADAEMUS, Hollande, 2008
- Bogle Move pour quatuor à cordes, 2009
- Suite Cello Multitracks pour violoncelle seul et violoncelles multipistes, ou violoncelle nonet, 2010
- Quatuor à cordes n ° 3, 2010
- The Ghost of Gunby Hall, une fable en or pour 2 acteurs, ensemble de chambre, ordinateur portable et chœur SATB en option, 2012
- Triangles, pour 9 Triangles sur mesure, [Commande de Fari Shams pour Raimund Abraham Musikerhaus, Museum Insel Hombroich ], Düsseldorf 2012
- Duo de violon n ° 1, 2014
- Le conquérant de la rivière, 2015
- Pièces pour Erhu & Piano, 2015
- Concerto pour platines et orchestre, 2016
- Écran cassé, [Commande d'Alison Balsom], 2017
- Six Observations for Flute Trio, [Commande de Nonclassical for Tempest Flute Trio], 2013
- Two Dances [Commande du Conseil des Arts pour Tate Ensemble @ Bath Festival], 2004

### Instrumental
- Trois danses pour trio à cordes, clarinette basse, piano et Scratch DJ, 2004
- Pianobook n ° 1 pour piano seul, 2006
- Scherzo sans manches pour violon seul et danseur solo, 2008
- IMPORT / EXPORT pièce de percussion à grande échelle pour objets globaux, 2008
- Les voyages d'un bouvier, 1997

### Vocal
- Simple Songs for Modern Life, 6 chansons pour trio vocal féminin a capella, 2009
- The Lonely Giant, mini opéra pour baryton et clarinette basse, 2009

### Film
- White Rooms, production, composition et conception de paysages sonores pour une collaboration avec les cinéastes Giada Dobrzenska et Laura Jennings, [Commande du Sonic Arts Network], créée à l'Institute of Contemporary Art, Londres 1998
- Pig Alley, bande originale du film muet américain, pour clarinette basse, trompette, percussion et violoncelle, 2008

### Œuvres de musique électronique
- Strange Blooms (suite), 2013
- Café Perdu, 1999
- Punch Me! Bite Me!, 1998
- Zhiva, 1998

### Opéra
- Elizabetta, Opéra en deux actes, 2019